# 신수아 (가수)
신수아(본명: 신미경, 1984년 2월 7일 ~ )는 대한민국의 가수이다.

## 학력
- 여수여자고등학교 졸업
- 상명대학교 무대미술학과 학사
- 백석대학교 음악대학원 음악학과 석사

## 경력
- 2004년 ~ 2006년 그룹 '서울패밀리' 멤버

## 연기 활동

### 드라마
- 2001년 SBS 주말극장 《아버지와 아들》
- 2011년 SBS 주말 특별기획 《신기생뎐》 ... 캬바레 가수 역

### 뮤지컬
- 2002년 《재즈 싱어》

## 데뷔
- 2010년 정규 앨범 [당신이 안성맞춤]

## 음반
- 2021년 남이 아닌 님
- 2019년 이별
- 2014년 타이밍
- 2010년 당신이 안성맞춤

## 수상
- 2014년 MBC가요베스트 대제전 신인가수상